# Endocaulos
Endocaulos là một chi thực vật có hoa trong họ Podostemaceae.

## Loài
Chi Endocaulos gồm các loài: